# 隆州 (南宋)
隆州，南宋时设置的州。
隆兴元年（1163年）改仙井监置，治所在仁寿县（今属四川省）。辖境相当今四川省仁寿、井研等县。元朝至元二十年（1283年）废。